# Quadrula asperata
Quadrula asperata är en musselart som först beskrevs av I. Lea 1861.  Quadrula asperata ingår i släktet Quadrula och familjen målarmusslor. Inga underarter finns listade i Catalogue of Life.